# Optasia Championships
Die Optasia Championships sind ein seit 2015 jährlich stattfindendes Squashturnier für Herren, das seit 2022 im Wimbledon Club in London im Vereinigten Königreich ausgetragen wird. Zuvor firmierte es als Channel VAS Championships in Weybridge.
Bei der Erstauflage des Turniers mit der Wertungskategorie PSA 25 wurden 25.000 US-Dollar Preisgeld ausgeschüttet. Die zweite und dritte Austragung gehörte, dank eines neuen Sponsors, zur Kategorie PSA 100 mit einem Preisgeld von je 100.000 US-Dollar. Für die beiden Folgejahre wurde das Preisgeld auf 106.000 US-Dollar erhöht, das Turnier gehörte dabei zur Kategorie PSA World Tour Gold zählte.

## Sieger

### Herren
| Ort                         | Jahr | Sieger             | Finalgegner        | Ergebnis                       |
| --------------------------- | ---- | ------------------ | ------------------ | ------------------------------ |
| London                      | 2025 | Mostafa Asal       | Paul Coll          | 11:4, 11:4, 11:8               |
| London                      | 2024 | Paul Coll          | Ali Farag          | 8:11, 2:11, 12:10, 12:10, 11:9 |
| London                      | 2023 | Karim Abdel Gawad  | Youssef Soliman    | 11:4, 11:7, 11:3               |
| London                      | 2022 | Ali Farag          | Diego Elías        | 4:11, 11:8, 11:8, 13:11        |
| 2020–2021: keine Austragung |      |                    |                    |                                |
| Weybridge                   | 2019 | Karim Abdel Gawad  | Mohamed Elshorbagy | 8:11, 11:3, 11:1, 10:12, 11:6  |
| Weybridge                   | 2018 | Tarek Momen        | Ali Farag          | 8:11, 11:8, 7:11, 11:5, 11:9   |
| Weybridge                   | 2017 | Mohamed Elshorbagy | Ali Farag          | 6:11, 11:9, 11:5, 12:10        |
| Weybridge                   | 2016 | Paul Coll          | Tarek Momen        | 11:7, 13:11, 11:4              |
| Weybridge                   | 2015 | Chris Simpson      | Daryl Selby        | 11:8, 11:2, 9:11, 11:1         |

### Damen
| Ort    | Jahr | Sieger           | Finalgegner      | Ergebnis         |
| ------ | ---- | ---------------- | ---------------- | ---------------- |
| London | 2025 | Hania El Hammamy | Georgina Kennedy | 11:9, 11:2, 11:3 |
| London | 2024 | Satomi Watanabe  | Nele Gilis       | 11:9, 11:8, 11:6 |